# Tyska skolan, Göteborg

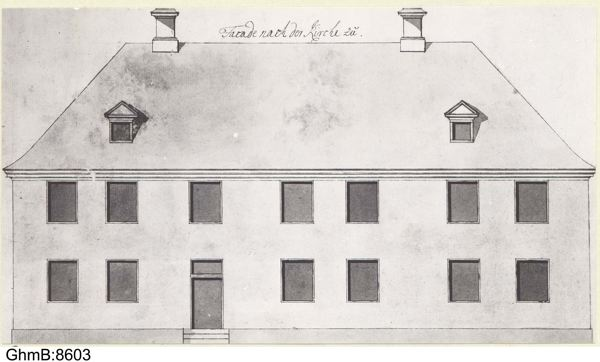
Tyska skolans byggnad vid Köpmansgatan under åren 1734–1746.

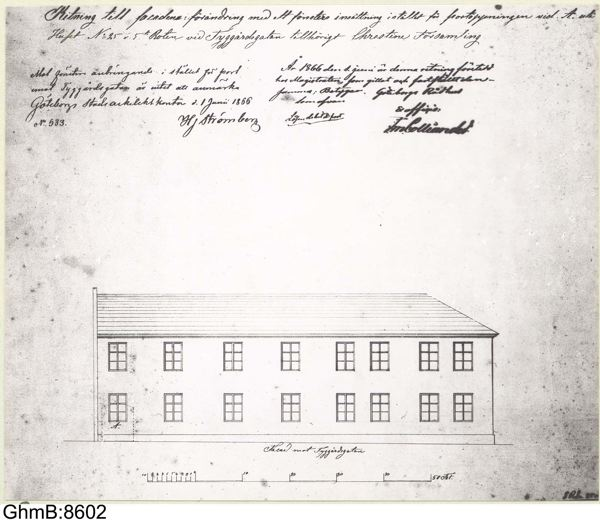
Tyska skolan i hörnet av Köpmans- och Tyggårdsgatorna. Ritning vid ombyggnad år 1866.

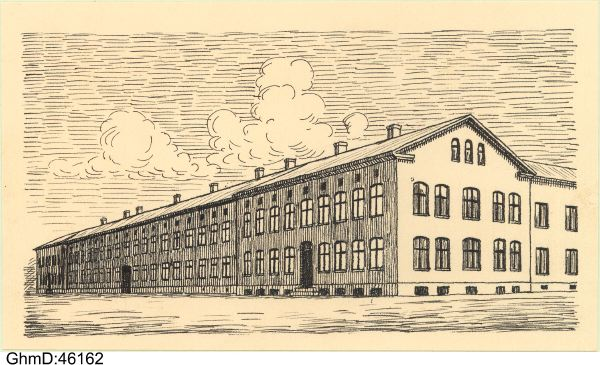
Arbets- och försörjningsinrättningen vid Drottningtorget, där Tyska skolan höll till från år 1889.

Tyska skolan i Göteborg fanns från 1648.

## Historia
De tyskar och holländare som flyttat till Göteborg började redan 1622 att samlas i enskilda hus för gemensamma andaktsövningar. Då även holländarna kunde det tyska språket blev en tysk präst inkallad för att predika för dem. De båda anhöll hos Kungl. Maj:t om att få bygga en kyrka och skola samt att få anställa tyska präster och lärare. Detta medgavs med förutsättningen att de själva stod för kostnaderna. De köpte ett träkapell i Nya Lödöse, vars invånare befallits att flytta till Göteborg. Kapellet uppfördes därefter på den plats, där Tyska kyrkan nu ligger. En ung studerande från Lübeck anlitades som lärare och fick bostad och skolrum.
År 1648 uppfördes ett särskilt skolhus, eftersom det tidigare kapellet från Nya Lödöse hade rivits. Vid den stora stadsbranden 1669 brann även detta ned, och ett nytt uppfördes 1673-1674. Detta trähus var efter 60 år så otillfredsställande, att det revs 1734. Ett nytt hus uppfördes på samma tomt som det gamla, vid Köpmansgatan bakom Tyska kyrkan. Detta var en ansenlig träbyggnad i två våningar med bostäder för lärarna. Från starten hade skolan endast en lärare, men sedan 1674 både en rektor och en apologist. I skolan undervisades i samma ämnen som i trivialskolan, dessutom i tyska språket. År 1746 förstördes även det nya huset genom en eldsvåda. En tomt vid norra sidan av Köpmansgatan, där Kristine församlingshus nu ligger, inköptes för 1 000 daler silvermynt, och 1749-1750 uppfördes här en ny byggnad av sten i två våningar.
Både pojkar och flickor hade ursprungligen undervisats i Tyska skolan, men endast pojkar togs in från början av 1800-talet. Cirka 50 elever fanns då vid skolan. Avgifter för undervisningen betalades av barnens föräldrar, då detta inte var någon friskola. Kommerserådet Sebastian Tham donerade 2 000 daler silvermynt till skolan år 1731 med villkor, att räntan skulle användas "för kostnadsfri undervisning åt fattiga bättre mans söner." Köpmannen Wincent Beckman donerade 1784 för samma ändamål 6 000 daler silvermynt. "20 fattiga gossar erhöllo vid den tiden kostnadsfri undervisning i kristendom, skrivning och räkning." År 1841 beslöts att rektorsklassen skulle upphöra och 1850 drogs även apologistklassen in.

### Folkskolestadgan 1842
En allmän folkskolestadga utfärdades 1842, där det bland annat bestämdes att minst en folkskola skulle finnas i varje församling. År 1844 beslutades därför att Tyska Christinae församling skulle inrätta en fast folkskola i sitt skolhus. Lärarens lön bestämdes till 333 riksdaler 16 skilling banko, samt fri bostad med två rum och kök. Som lärare anställdes Petter Rydberg (bror till skalden Viktor Rydberg). Folkskolan utvidgades under de närmast åren med en flickklass, och en flicklärare anställdes. Skolan hade vid 1855 års slut 112 elever.
Genom ett kungligt brev av den 11 december 1857, framgick att ledningen av stadens folkskoleväsende uppdrogs åt Göteborgs allmänna folkskolestyrelse. Den skulle bestå av stadens kyrkoherdar som självskrivna, samt ett antal valda ledamöter. Kristine församlings skolråd överlämnade Tyska skolans lokaler och inventarier till allmänna folkskolestyrelsen, genom ett beslut den 28 juni 1858.

### Skolhuset i Västra Nordstaden
Det Tyska skolhuset låg på tomten 25 i 6 roten i hörnet av Tyggårdsgatan och Köpmansgatan. Det var en tvåvåningsbyggnad av tegel och på första våningen fanns tre skolsalar samt en lärarebostad med 4 rum och kök. På andra våningen fanns bostadslägenheter för komminister och klockare. Med församlingens tillåtelse delades den ena skolsalen upp i två mindre salar, då den salen var betydligt större än vad som krävdes. Efter att kyrkofullmäktige beslutat att det gamla och bristfälliga huset skulle rivas och att ett nytt pastorsboställe istället skulle uppföras på tomten, flyttade skolan 1889 sin verksamhet till lokaler i Nya arbets- och försörjningshuset vid Drottningtorget.